# Sceau du Mississippi
Le Grand sceau du Mississippi a été adopté en 1798, lorsque le Mississippi était un territoire des États-Unis, le territoire du Mississippi. Quand il devint un État en 1817, le même sceau a été désigné comme le sceau de l'État.
L'aigle est fièrement placé au centre du sceau, avec ses larges ailes déployées et la tête haute. Le Stars and stripes, représentation du drapeau américain à la verticale orne sa poitrine. Dans ses serres, l'aigle tient une branche d'olivier symbolisant un désir de paix et un carquois de flèches, représentant le pouvoir de faire la guerre. La bordure extérieure du sceau contient le texte The Great Seal of the State of Mississippi "Le Grand Sceau de l'État du Mississippi".